# Kollegi
Kollegi (Коллеги) è un film del 1962 diretto da Aleksej Nikolaevič Sacharov.